# Power Broker
"Power Broker" es el tercer episodio de la miniserie de televisión estadounidense The Falcon and the Winter Soldier, basada en Marvel Comics que presenta a los personajes Sam Wilson / Falcon y Bucky Barnes / Winter Soldier. Sigue a la pareja mientras trabajan de mala gana con Helmut Zemo para aprender más sobre la creación de un nuevo suero del súper soldado. El episodio está ambientado en el Universo Cinematográfico de Marvel (MCU), compartiendo continuidad con las películas de la franquicia. Fue escrito por Derek Kolstad y dirigido por Kari Skogland.
Sebastian Stan y Anthony Mackie repiten sus respectivos papeles como Bucky Barnes y Sam Wilson de la saga cinematográfica, con Emily VanCamp, Wyatt Russell, Erin Kellyman, Florence Kasumba, Danny Ramirez, Adepero Oduye y Daniel Brühl también protagonizando el episodio. El desarrollo comenzó en octubre de 2018 y Skogland se unió en mayo de 2019. Kolstad fue contratado en julio. El episodio visita el país ficticio de Madripoor, un lugar de los cómics que anteriormente estaba controlado por 20th Century Fox y no pudo ser introducido en el MCU hasta la adquisición de 21st Century Fox por parte de Disney. El rodaje tuvo lugar en Pinewood Atlanta Studios en Atlanta, Georgia, con rodaje en exteriores en el área metropolitana de Atlanta y en Praga.
"Power Broker" se lanzó a través del servicio de transmisión Disney+ el 2 de abril de 2021. Los críticos estaban más mezclados en el episodio que en los anteriores, criticando sus múltiples elementos de la historia y el uso de tropos existentes, pero muchos elogiaron la actuación de Brühl. Un breve momento de Zemo bailando generó varios memes en Internet y condujo al lanzamiento de imágenes adicionales.

## Trama
Bucky Barnes y Sam Wilson viajan a Berlín para hablar con Helmut Zemo, aún encarcelado, sobre el surgimiento del grupo terrorista de Súper Soldados, los Flag Smashers. A espaldas de Wilson, Barnes organiza un motín en la prisión para ayudar a Zemo a escapar después de que este último accede a ayudar a la pareja; Sam acepta trabajar con él a pesar de estar en desacuerdo en principio. Barnes, Zemo y Wilson viajan a Madripoor, una ciudad-estado con fama de ser un santuario criminal dirigida por el misterioso Power Broker. Zemo le pide a Barnes que actúe como el Soldado del Invierno mientras que Wilson se hace pasar por "Tigre Sonriente", un gángster que frecuenta Madripoor.
Después de que Zemo usa a Barnes en una pelea para llamar la atención de la criminal de alto rango Selby, el grupo se reúne con ella y revela que el Mediador de Poder contrató al científico de Hydra, el Dr. Wilfred Nagel, para recrear el suero del super soldado. Sin embargo, la identidad de Wilson queda expuesta después de que su hermana Sarah lo llama en medio de su reunión. Antes de generarse algo mayor, Selby muere y todos los cazarrecompensas de la ciudad apuntan al trio. En medio de la persecución, Sharon Carter, que vive como fugitiva desde el conflicto de los Acuerdos de Sokovia, los salva de los cazarrecompensas y los lleva para protegerse por ahora.
Carter, aún dolida por ser abandonada, decide ayudar al trio a cambio de que Sam obtenga un indulto para ella; usa sus conexiones en Madripoor para encontrar el laboratorio de Nagel y lleva al trio allí. Nagel explica que, gracias a la sangre de Isaiah, recreó veinte dosis del suero, pero fueron robadas por Karli y sus compañeros. Mientras les contaba que Karli le pidió ayuda para curar a una mujer llamada Donya Madahi, Zemo mata inesperadamente a Nagel y el laboratorio es destruido cuando los cazarrecompensas atacan. Zemo encuentra un vehículo de escape, pero Carter decide quedarse en Madripoor. Mientras tanto, John Walker y Lemar Hoskins llegan a Berlín y deducen que Barnes y Wilson ayudaron a Zemo a escapar, además Walker tiene una ataque de ira cuando alguien le falta el respeto. Los Flag Smashers, por su parte, asaltan una instalación de almacenamiento del Consejo Global de Repatriación (GRC) en Lituania en busca de suministros, y Morgenthau explota el edificio con personal adentro para enviar un mensaje.
Siguiendo la pista de Madahi, Zemo, Barnes y Wilson viajan a Letonia en busca de Morgenthau. Al reconocer los dispositivos de rastreo de Wakanda en la calle, Barnes se separa del grupo y se encuentra con Ayo de la Dora Milaje, quien le dice a Barnes que ha venido por Zemo.

## Producción

### Desarrollo
Para octubre de 2018, Marvel Studios estaba desarrollando una serie limitada protagonizada por Sam Wilson / Falcon de Anthony Mackie y Bucky Barnes / Winter Soldier de Sebastian Stan de las películas del Universo cinematográfico de Marvel (MCU). Malcolm Spellman fue contratado como escritor principal de la serie, que se anunció como The Falcon and the Winter Soldier en abril de 2019.  Spellman modeló la serie a partir de películas de amigos que tratan sobre persecuciones, como 48 Hrs. (1982), Los desafiantes (1958), Arma letal (1987) y Hora punta (1998). Kari Skogland fue contratada para dirigir la miniserie un mes después y fue productora ejecutiva junto a Kevin Feige, Louis D'Esposito, Victoria Alonso y Nate Moore de Marvel Studios y Spellman. Derek Kolstad se unió al equipo de redacción en julio de 2019, y reveló en marzo de 2021 que había escrito el tercer episodio, titulado "Power Broker". 

### Escritura
El episodio visita el país ficticio de Madripoor, que es uno de los primeros elementos centrados en los X-Men previamente controlados por 20th Century Fox que se introdujo en el UCM tras la adquisición de 21st Century Fox por parte de Disney. Se hace referencia al Princess Bar, que es frecuentado por Wolverine en los cómics, con un letrero de neón, mientras que aparece el Brass Monkey Saloon. En este último, Wilson, Barnes y Helmut Zemo conocen a un personaje llamado Selby, que es el nombre de un mutante de los cómics que entiende el código binario. Spellman dijo que los escritores "se emocionaron" al poder usar Madripoor en la serie, mientras que la coproductora ejecutiva Zoie Nagelhout sintió que era increíble presentar el MCU al país y expandir ese mundo. Nagelhout dijo que Madripoor se utilizó para hacer que Wilson y Barnes se sintieran como "peces fuera del agua", y también como un lugar para reintroducir a Sharon Carter en el UCM.
"Power Broker" también presenta a Ayo, miembro de la Dora Milaje de Wakanda. Matt Patches de Polygon sintió que incluir a Ayo era satisfactorio para el público y era una forma de conectar a Wakanda con la serie con una "resonancia temática" más allá de simplemente extraer de la historia del MCU debido a la historia de Barnes con la nación, y porque The Falcon and the Winter Soldier estaba lidiando con problemas raciales en Estados Unidos y la guerra de clases global, que son temas que se abordaron en Black Panther (2018).

### Casting
El episodio está protagonizado por Sebastian Stan como Bucky Barnes, Anthony Mackie como Sam Wilson, Emily VanCamp como Sharon Carter, Wyatt Russell como John Walker / Capitán América, Erin Kellyman como Karli Morgenthau, Florence Kasumba como Ayo, Danny Ramirez como Joaquin Torres, Adepero Oduye como Sarah Wilson y Daniel Brühl como Helmut Zemo. También aparecen Clé Bennett como Lemar Hoskins / Battlestar, Desmond Chiam, Dani Deetté e Indya Bussey como los Flag Smashers Dovich, Gigi y DeeDee, respectivamente, Renes Rivera como Lennox, Tyler Dean Flores como Diego, Noah Mills como Nico, Veronica Falcón como Donya Madani, Neal Kodinsky como Rudy, Nicholas Pryor como Oeznik, Imelda Corcoran como Selby y Olli Haaskivi como Wilfred Nagel.  Haaskivi originalmente audicionó para un personaje llamado simplemente "Doctor" y no descubrió su papel real hasta unos días antes de la filmación. Investigó los cómics una vez que supo el nombre, pero no encontró mucha información sobre el personaje y sintió que podía crear su propia interpretación.

### Diseño
El diseñador de producción Ray Chan construyó los escenarios para Madripoor en Pinewood Atlanta Studios en Atlanta, Georgia, ya que el equipo de producción originalmente planeó filmar escenas de Madripoor en países del sudeste asiático como Myanmar, Tailandia y Vietnam, pero no pudo debido a dificultades de programación.  Skogland quería crear un aspecto característico para Madripoor, algo que esperaba que fuera "exótico y un poco familiar pero fuera de la red; para tener una sensación de calle real pero bastante colorido y llamativo". Se utilizaron muchos lugares diferentes del mundo real como inspiración para el país ficticio.  La ubicación de Madripoor tenía influencias del estilo y la cultura asiáticos, y estaba dividida en dos regiones, Hightown y Lowtown. Chan y la directora de arte Jennifer Bash investigaron Vietnam y se inspiraron en el "espacio casi claustrofóbico" en el que vivía la gente. El diseñador de vestuario Michael Crow también había agregado que "la idea general era crear algo que no tuviera un tiempo específico o un lugar específico". Al elegir la paleta de colores de la ubicación, Crow había usado tonos verdes, marrones, grises y más oscuros de azul y púrpura para darle una "sensación grasienta y sucia" y una "vibra aceitosa". implementó principalmente esta paleta de colores para Lowtown, pero también se usó para Hightown. El equipo también investigó pandillas, mafias y grupos criminales del mundo real ubicados en todo el mundo y los incorporó al diseño. Mientras diseñaba Hightown, Crow quería mantener la "vibra de la mancha de aceite", pero también quería que representara a la clase más rica de los residentes. Quería "elevar" la moda, pero quería "hacer que se sintiera un poco cutre y que tuviera un poco de trasfondo oscuro". Chan construyó puentes de acero y encargó muchos letreros de neón personalizados y más de 80 cajas de luz para el set.  En cuanto al bar Brass Monkey, Skogland lo describió como un bar callejero que tenía la sensación de que "emergía de los ladrillos" desde la ubicación del puente inicial.  El Brass Monkey Saloon contenía un acuario de 270 grados con 100 peces dorados naranjas, mientras que un artista de graffiti de Los Ángeles, Jake, decoró la pared con un "estilo único de arte de gánsteres".

### Filmación y efectos visuales
El rodaje tuvo lugar en Pinewood Atlanta Studios en Atlanta,   con la dirección de Skogland y PJ Dillon como director de fotografía. El rodaje en exteriores tuvo lugar en el área metropolitana de Atlanta y en Praga.  
Un breve momento de Zemo bailando y levantando los puños en el episodio generó varios memes en Internet después de su lanzamiento. Esto fue improvisado durante el rodaje por Brühl, quien sintió que, dado que Zemo había estado en prisión durante años, necesitaba "desahogarse y mostrar sus movimientos". Pensó que sería eliminado del episodio final. Existían aproximadamente 30 segundos de metraje de Brühl bailando, más de lo que se incluyó en el episodio, y Marvel lanzó la secuencia completa en las redes sociales el 8 de abril de 2021, junto con una versión en bucle de una hora. El presidente de marketing de Disney, Asad Ayaz, dijo que su equipo estaba al tanto de las reacciones de los fanáticos y las tendencias en las redes sociales, y cuando vieron que el baile de Zemo era un tema de moda, trabajaron rápidamente para publicar todas las imágenes disponibles. Ayaz sintió que esto "no era marketing y publicidad tradicionales, sino... una sensación" que "simplemente despegó".
Los efectos visuales para el episodio fueron creados por los estudios Crafty Apes, Rodeo FX, Digital Frontier FX, QPPE, Stereo D, Tippett Studio y Cantina Creative.   

### Música
Las selecciones de la partitura del compositor Henry Jackman para el episodio se incluyeron en el vol. 1 del álbum de la banda sonora, que fue lanzado digitalmente por Marvel Music y Hollywood Records el 9 de abril de 2021.  

## Marketing
El 19 de marzo de 2021, Marvel anunció una serie de carteles creados por varios artistas para corresponder con los episodios de la serie. Los carteles se publicaron semanalmente antes de cada episodio, y el tercer cartel, diseñado por Bella Grace, se reveló el 21 de marzo  Después del lanzamiento del episodio, Marvel anunció productos inspirados en el episodio, centrados en Sharon Carter y Zemo, como parte de su promoción semanal "Marvel Must Haves" para cada episodio de la serie, incluida ropa y Funko Pops, así como un Marvel Legends con una figura de Zemo, y afiches de Sharon Carter. Marvel también creó un sitio de turismo de marketing viral para Madripoor, que presenta huevos de Pascua como carteles de búsqueda, clips de imágenes de CCTV que muestran diferentes ángulos de las escenas de acción del episodio y fondos de pantalla descargables para teléfonos y computadoras. Las áreas de Buccaneer Bay y Hightown Nightclub del sitio tenían contenido oculto, y el área de Buccaneer Bay enumeraba barcos con los nombres de personajes de X-Men como Mystique, Daken y Krakoa, así como Shang-Chi; estos nombres se eliminaron más tarde del sitio.

## Lanzamiento
"Power Broker" se lanzó en el servicio de transmisión Disney+ el 2 de abril de 2021.  En marzo de 2022, se publicó accidentalmente en la plataforma un corte alternativo del episodio con ciertas escenas editadas, censurando y eliminando algunos casos de sangre, en lugar de la versión original. Esto se hizo en un intento de corregir un crédito en el episodio, y Disney dijo que se restauraría la versión original.

## Recepción

### Audiencia
Nielsen Media Research, que mide la cantidad de minutos vistos por el público de los Estados Unidos en los televisores, incluyó a The Falcon and the Winter Soldier como la segunda serie original más vista en los servicios de transmisión durante la semana del 29 de marzo al 4 de abril de 2021. Entre los primeros tres episodios, que estaban disponibles en ese momento, la serie tuvo 628 millones de minutos vistos, idénticos a la semana anterior.

### Respuesta crítica
El sitio web del agregador de reseñas Rotten Tomatoes informó un índice de aprobación del 86% con una puntuación promedio de 6.9/10 según 36 reseñas. El consenso crítico del sitio dice: "Falcon and the Winter Soldier todavía está extendiendo sus alas cuando debería estar volando durante esta entrega de transición, pero 'Power Broker' sigue siendo muy divertido gracias al regreso de Daniel Brühl y Emily VanCamp al UCM".
Sulagna Misra en The AV Club criticó el episodio; le dio una calificación de "C" y dijo que "parece tratarse de recopilar información sobre el suero del súper soldado y los Flag-Smashers, e incluso expandir el universo de asociados de Sam y Bucky. Pero parece más interesado en jugar con los tropos de las películas de acción más que cualquier otra cosa", y Misra sintió que falló en eso, explicando: "Todo el episodio, solo estaba pensando en las veces que he visto mejores versiones de cada una de estas escenas". También criticó las caracterizaciones del episodio, especialmente la de Sharon, que describió como un "fracaso de escritura". Alan Sepinwall de Rolling Stone dijo que el episodio fue "principalmente competente y no mucho más. Sabemos que Marvel Studios es capaz de hacerlo mucho mejor". Sepinwall comparó la acción del episodio con Agents of SHIELD de Marvel Television, ya que se sintió "bastante utilitario" y fue "improvisado de ideas que se han llevado a cabo en otros lugares, con la esperanza de que la mera presencia de familiar (o, en algunos casos, semi-familiares) del MCU lo harán parecer nuevo y emocionante". Disfrutó de la actuación de Brühl como Zemo. Reseñando el episodio para Entertainment Weekly, Chancellor Agard se mostró ambivalente sobre el episodio, diciendo que hizo avanzar la historia pero que no fue lo suficientemente satisfactorio por sí solo, e indicó que los creadores del programa estaban tratando de estirar una película de dos horas en seis episodios. Agard descubrió que la introducción de Zemo ayudó a complicar la dinámica de Wilson/Barnes mientras evitaba tocar los mismos ritmos que en el episodio anterior, y disfrutó de la evaluación de Zemo de Trouble Man junto con la apariencia de Ayo. Tenía un sentimiento "frío e insatisfecho" con la escena de Nagel, a pesar de que sentía que la exposición era necesaria, y finalmente le dio al episodio una "B-". Su colega Christian Holub agregó: "The Falcon and the Winter Soldier definitivamente está jugando con algunas ideas interesantes, pero todavía no tengo la sensación de que el programa sepa exactamente lo que quiere hacer o decir con ellos", sintiéndose un poco confundido por los diversos elementos de la historia, pero intrigado por cuáles serían sus conclusiones.
Matt Purslow de IGN fue más positivo con el episodio, calificándolo de "capítulo grueso que desentraña de manera eficiente muchos de los hilos principales de la trama de la historia" sin sacrificar el desarrollo del personaje. Elogió la actuación de Brühl y señaló que su entrega de línea vino con "una pequeña sonrisa y una pizca de humor seco", y señaló las similitudes en el episodio con las películas de John Wick que fueron creadas por el escritor Kolstad de este episodio. Purslow concluyó que después de tres episodios, la serie estaba "funcionando a toda máquina" y le dio a "Power Broker" un 9 sobre 10. Gavin Jasper de Den of Geek le dio 4.5 de 5 estrellas y sintió que era un "soplo de aire fresco" y una verdadera secuela de Capitán América: Civil War (2016) ya que era "un nuevo giro en el mismo concepto general". Jasper dijo que la actuación de Brühl hizo que Zemo fuera "increíblemente simpático y carismático", comparándolo con el papel de Loki en Thor: The Dark World (2013), y tenía la esperanza de que Marvel estuviera plantando las semillas para finalmente presentar al equipo de los Thunderbolts de los cómics en el MCU. Jasper criticó los orígenes de los Flag Smashers, ya que sentía que "el statu quo es el statu quo y el MCU se niega a ser cambiado demasiado por los desarrollos de The Falcon and the Winter Soldier". 